# La Cause du peuple
La Cause du peuple (CPD; "A Causa do Povo", em francês), foi um jornal da esquerda proletária francesa (gauche proletarienne), publicado entre os anos de 1968 e 1971, sob direção de intelectuais maoistas espontaneístas da União da Juventude Comunista Marxista-leninista (UJCm-l) da França. Em 1971, devido a repressão estatal, foi fundido ao jornal J'Accusse, criado pelo filósofo francês Jean-Paul Sartre e apoiado pela "Associação de amigos de La Cause de peuple", liderada pela filósofa francesa Simone de Beauvoir.
O título La Cause du peuple, antes de ser vinculado à esquerda proletária da França do século XX, figurou no jornal fundado em 1848 pela escritora e baronesa francesa Amandine Dupin, sob o pseudônimo de George Sand. 
No ano de 2010, foi relançado em formato digital e gratuito.

## História

### La Cause du peuple(1968-1973)
O jornal La Cause du peuple (CPD) foi fundado em 1 de maio de 1968 pela União da Juventude Comunista Marxista-leninista (Union des jeunesses communistes, marxistes-léninistes - UJCm-l) e dirigido pelo arquiteto francês Roland Castro.

Por volta de setembro de 1968, na França, uma corrente espontaneísta de ideologia maoista (também conhecida como mao-spontex) criou um movimento chamado gauche proletarienne (GP), esquerda proletária, que seria uma seção mais radical e anti-hierarquia do movimento maoísta francês. Neste contexto, o jornal CPD passa a ser o meio de divulgação ideológica, ou o braço público, da GP.
A partir de 1 de novembro de 1968, é dirigido pelo francês maoista Jean-Pierre Le Dantec, engenheiro e professor de matemática.
Por volta de março de 1970, num movimento de repressão à esquerda proletária, o governo francês decide atacar o único órgão visível e acessível deste movimento, o jornal CDP.

#### Repressão
Em 17 de janeiro de 1970 vendedores de La cause du peuple são presos violentamente pela polícia.
Em 22 de março do mesmo ano, Jean-Pierre Le Dantec foi preso, acusado de incitação aos crimes de roubo, incêndio e assassinato. Além disso, a edição nº 18 do CPD foi apreendida pela polícia.
  

Na edição de número 19, lançada no dia 14 de abril de 1970, o La cause du peuple publica um trecho que Le Dantec teria escrito, se referindo à censura do jornal pelo governo francês: 
"A acusação e prisão provam, de forma cada vez mais clara, o quão correta é nossa orientação e como ela está se tornando cada vez mais concreta, a ponto de enchê-los de pânico, antes que a verdade seja colocada no papel", Jean-Pierre Le Dantec, 14-04-1970 
Na mesma edição, o maoista Michel Le Bris assume a direção do jornal, mas em 20 de abril de 1970 é, também, preso.
Em solidariedade aos presos políticos diretores do La cause du peuple, o intelectual Jean-Paul Sartre assumiu a direção da publicação entre os anos 1970 e 1971, ao longo de dezenove edições, fazendo uso de sua fama para proteger o jornal. Tal fato se insere no contexto de intensificação da censura estatal e das ações revolucionárias contrárias a ela. Entre o final da década de 1960 e início da 1970, na França, intelectuais se colocaram em defesa da juventude que havia sido encarceirada.
Em 27 de maio de 1970, durante o julgamento de Jean-Pierre Le Dantec e Michel Le Bris, incidentes violentos são registrados no Quartier Latin, em Paris, além de 400 prisões. O Estado Francês, por meio de decreto do Ministro do Interior, Raymond Marcellin, dissolve a esquerda proletária (GP) e aprende os exemplares dos números 15 ao 19 de La Cause du peuple.
Em 5 de junho de 1970, Jean-Paul Sartre anuncia a criação de uma "Associação de Amigos de La cause du peuple" liderada por Simone de Beauvoir, que se declara disposta a sair e vender o jornal em público.

Em 26 de junho de 1970, Sartre, Simone de Beauvoir e outros intelectuais franceses distribuíram o jornal CPD pelas ruas de Paris demandando liberdade de expressão e por isso foram detidos pela polícia francesa. Na ocasião, Sartre afirmou:
"Não faço parte da esquerda proletária, nunca fiz parte dela. Assumi a direção da La cause du peuple porque queria expressar minha solidariedade com todos aqueles que foram colocados na prisão por crimes de opinião" - Jean-Paul Sartre, 26/06/1970.
Após repetidas apreensões de seus exemplares e prisões de seus diretores, os maoístas a frente da La cause du peuple tentaram encontrar outros meios de expressão ideológica. Tentaram, sem sucesso, primeiro centralizar a revista L'Idiot International, dirigida por Simone de Beauvoir e depois o jornal do movimento Secours Rouge, dirigida por Jean-Paul Sartre.

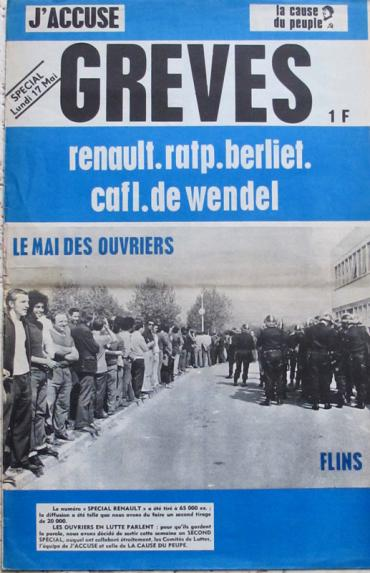
Primeira edição do J'accuse

Em 8 de de fevereiro de 1971, Michel Foucault anuncia a criação do Grupo de informação sobre as prisões (Groupe d'information sur les prisons - GIP), com Pierre Vidal-Naquet e Jean-Marie Domenach, em uma coletiva de imprensa do Secours rouge.
Em 24 de maio de 1971, o CDP se fusiona com um jornal J'Accuse criado por Sartre, passando a se chamar J’Accuse-La cause du peuple.

#### La cause du peuple-J’accuse
Em maio de 1971, o jornal La cause du peuple-J’accuse contou com o apoio de uma série de intelectuais, além de Beauvoir e Sartre, Michel Foucault, Jean-Luc Godard, André Glucksmann, Jacques-Alain Miller, entre outros. Quarenta e oito edições haviam sido lançadas até 13 de setembro de 1973. Quarenta e oito edições haviam sido lançadas até 13 de setembro de 1973.
Depois de La cause du peuple-J’accuse, Sartre assume a direção do jornal Libération, a partir de 1973.

### La cause du peuple(1974-1977)
Em novembro de 1974, La cause du peuple é relançada em nova organização dirigida por Daniel Greaume, ex-GP (ex-esquerda proletária). Esta configuração da revista é publicada até 1977.

## NovaLa cause du peuple(2010)
Em 2010, uma nova edição de La cause du peuple foi lançada em formato digital e gratuito. Participaram do relançamento cerca de trinta ativistas.